# اوزون‌قازمالار
اوزون‌قازمالار (به لاتین: Uzunqazmalar) یک منطقه مسکونی در جمهوری آذربایجان است که در شهرستان زاقاتالا واقع شده است. اوزون‌قازمالار ۴۱۳ نفر جمعیت دارد.